# Iuschenschen
Iuschenschen war eine altägyptische Stadt im fünften oberägyptischen Gau. Der Ort wird in wenigen Texten genannt. Auf einer Stele, die wahrscheinlich aus Naqada, dem Friedhof von Qus stammt, wird berichtet, dass der lokale Priestervorsteher Djefi seinen Beamten Chenmes nach Iuschenschen sandte, der die Stadt zerstört vorfand und wieder aufbaute. In einer ramessidischen Auflistung von Orten wird Iuschenschen als südlich von Qus aufgeführt. Iuschenschen mag daher mit dem modernen Chozam identisch sein, wo sich pharaonische Denkmäler, vor allem auch aus der Ersten Zwischenzeit fanden.